# Kimena Brog-Meier
Kimena Brog-Meier (* 20. Februar 1987 in Zürich) ist eine Schweizer Eiskunstläuferin. Im Jahr 2002 war sie Schweizermeisterin. In den Jahren davor und danach war sie Vizemeisterin. Bei den Eiskunstlauf-Europameisterschaften 2003 erreichte sie den 22. Platz.

## Privat
Nach Sportlaufbahn und Studium arbeitet Brog-Meier als Juristin.